# Едоло
Едоло (італ. Edolo) — муніципалітет в Італії, у регіоні Ломбардія, провінція Брешія.
Едоло розташоване на відстані близько 510 км на північ від Рима, 120 км на північний схід від Мілана, 75 км на північ від Брешії.
Населення — 4570 осіб (2014).

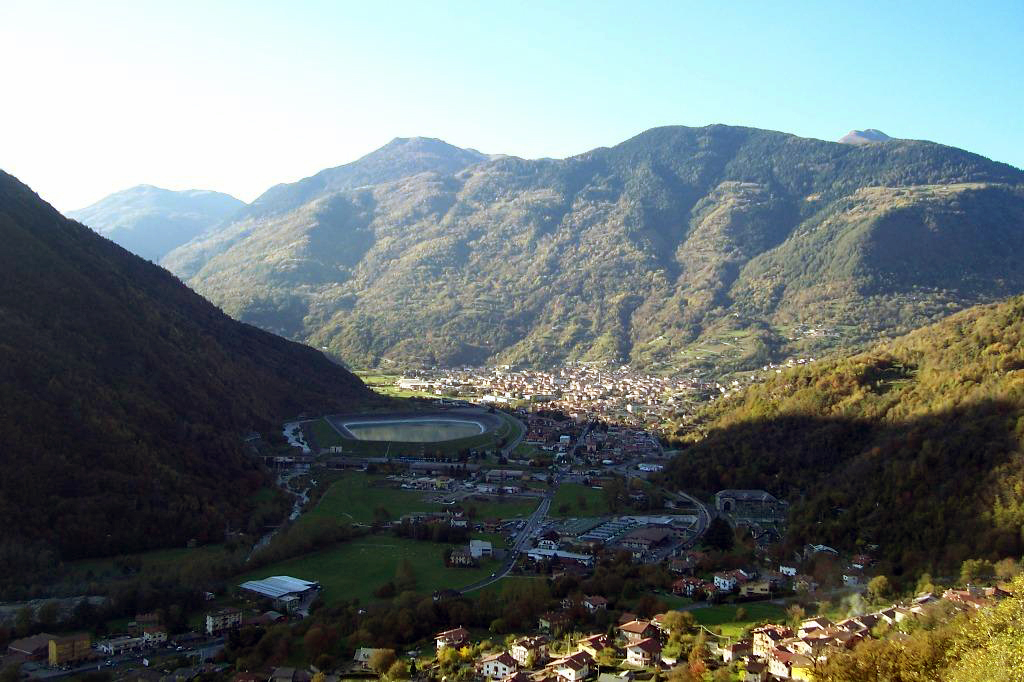

Щорічний фестиваль відбувається 8 вересня. Покровитель — Santa Maria.

## Демографія
Населення за роками:

Станом на 1 січня 2023 року в муніципалітеті офіційно проживали 324 іноземці з 39 країн, серед них 103 громадяни країн Євросоюзу та 10 громадян України.

## Сусідні муніципалітети
- Кортено-Гольджі
- Інкудіне
- Ловеро
- Малонно
- Монно
- Понте-ді-Леньо
- Савьоре-делл'Адамелло
- Серніо
- Соніко
- Тему
- Тово-ді-Сант'Агата
- Вецца-д'Ольйо
- Віоне